# William Foote Whyte
Pour les articles homonymes, voir Whyte.
William Foote Whyte (né le 27 juin 1914 et mort le 16 juillet 2000), était un sociologue américain surtout connu pour son étude ethnologique de sociologie urbaine, Street Corner Society. 
Pionnier de l'observation participante, il vécut quatre ans dans une communauté italienne de Boston alors qu'il étudiait par ailleurs à Harvard dans le but d'analyser l'organisation sociale des gangs du North End.

## Biographie

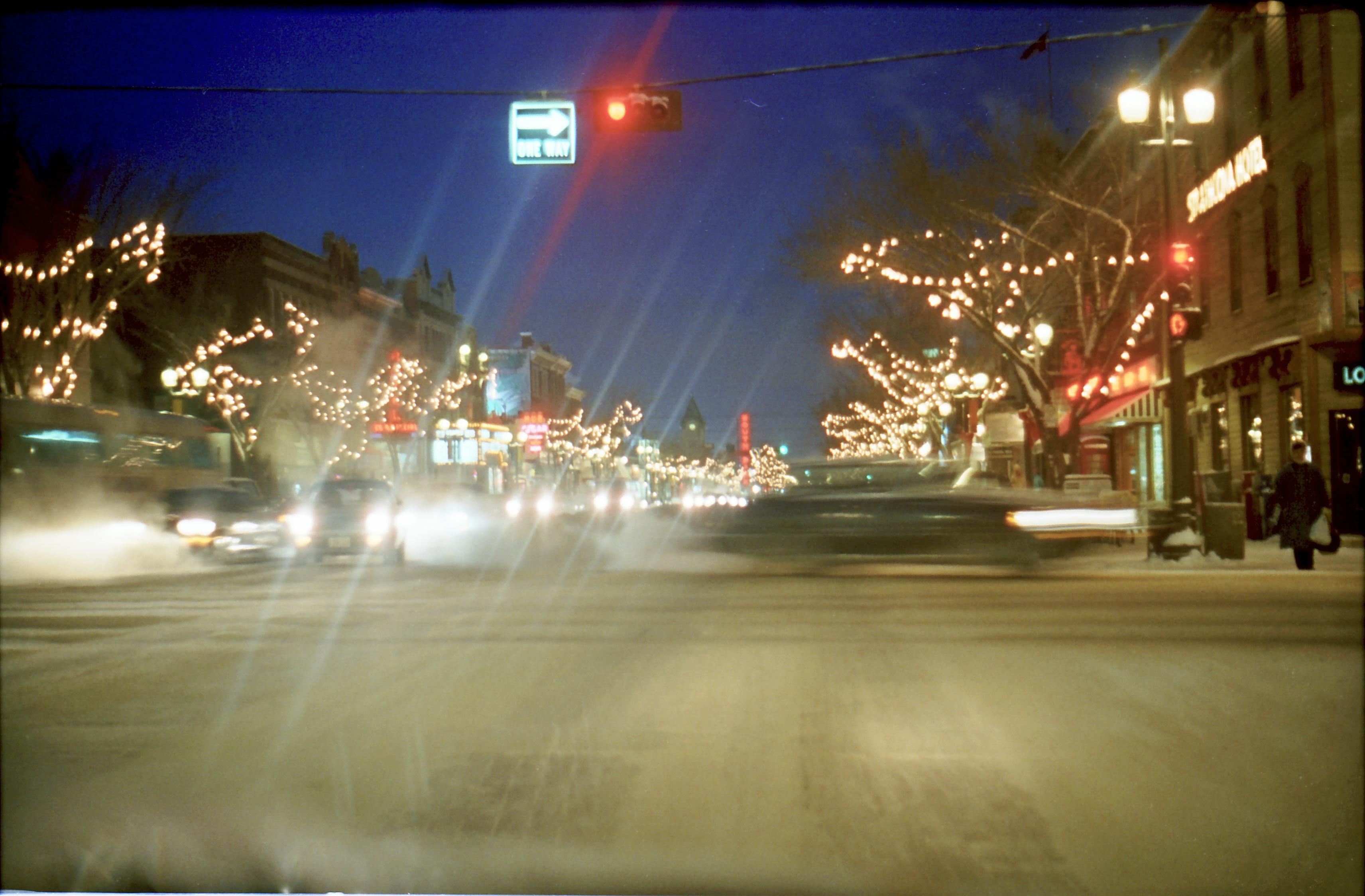
« Edmonton Whyte Avenue » (82e) à Old Strathcona, en (janvier 1997)

Originaire des classes moyennes supérieures, Whyte manifesta assez tôt son intérêt pour l'écriture, l'économie et les réformes sociales. Après avoir obtenu le diplôme du Swarthmore College, il fut sélectionné pour être l'un des participants du programme des en:Junior Fellows par le biais duquel il put réaliser son étude la plus célèbre. Après celle-ci, il intégra l'université de Chicago. Street Corner Society fut dès lors publié par University of Chicago Press en 1943.
Il passa une année à enseigner à l'université de l'Oklahoma mais fut frappé par la polio en 1943 et dut passer deux années de rétablissement à la Warm Springs Foundation. Il ne fut que partiellement guéri et ne marcha plus par la suite qu'avec deux cannes et des attaches orthopédiques jusqu'à la fin de ses jours.
Il revint quelque temps à l'université de Chicago en 1944 puis entra à la School of Industrial and Labor Relations de l'université Cornell en 1948. Il y resta jusqu'à la fin de sa carrière. C'est là qu'il travailla sur le réformisme et les changements sociaux en concentrant ses efforts sur la restitution du droit de vote à ceux qui en étaient privés de fait et sur le comblement du fossé entre les riches et les pauvres. Il étudia à cette occasion des coopératives industrielles ou rurales du Venezuela, du Pérou, du Guatemala et du Pays basque espagnol.
Whyte a écrit des centaines d'articles et vingt ouvrages dont une autobiographie. Considéré comme un pionnier de la sociologie industrielle, il fut président de l'American Sociological Association en 1981 (72e) mais aussi de l'American Anthropological Association. Il est mort en laissant sa femme Helen seule avec ses deux fils et des filles.

## Publications
- Street Corner Society. The Social Structure of an Italian Slum, Chicago, University of Chicago Press, 1943 (traduction française: Street Corner Society, préface d'Henri Peretz, Paris, La Découverte, 1995)
- Participant Observer: An Autobiography, Cornell University Press, trade paperback, 1994 -  (ISBN 0875463258).
- Creative Problem Solving in the Field: Reflections on a Career, Rowman and Littlefield, trade paperback, 1997 -  (ISBN 0761989218) et  (ISBN 076198920X).